# 제12군단 (조선민주주의인민공화국)
제12군단은 조선인민군의 군단이다.  김정은 국방위원회 1위원장의 지시로 군수 시설, 중화인민공화국과 러시아 연방과 맞몰려 있는 국경 지역의 경비를 강화하고 남한의 게릴라부대에 대항한다는 목적으로 창설하였다.
대한민국 국방부는 자강도 지역의 제4지구사령부를 제12군단으로 재편성한 것으로 판단하였고, 12 군단의 목적은 자강도와 량강도를 경비하면서 라진과 하산 구역을 중심으로 시작될 북한-러시아 간의 경제협력에 대응하기 위한 것으로 분석하였다.
- 제42장갑보병여단[1]
- 제43스키경보병여단[1]
- 제934포병여단[1]

## 같이 보기
- 제1군단 (조선민주주의인민공화국)
- 제2군단 (조선민주주의인민공화국)
- 제3군단 (조선민주주의인민공화국)
- 제4군단 (조선민주주의인민공화국)
- 제5군단 (조선민주주의인민공화국)

## 참고
1. 1 2 3 4  장혜원 (2018년 7월 31일). “'한국군 게릴라부대에 대항한다' 中접경지대에 군단 창설한 북한”. 매경프리미엄. 2018년 8월 12일에 원본 문서에서 보존된 문서. 2018년 8월 12일에 확인함.
2. ↑  신대원 (2015년 1월 6일). “北, 12군단 창설…핵무기 소형화 상당 수준”. 헤럴드경제. 2015년 1월 8일에 확인함.
3. ↑  정충신 (2015년 1월 7일). “北 12군단 창설 주목적은 유사시 중국軍 방어용”. 문화일보. 2015년 1월 8일에 확인함.